# Терпение (станция)
Терпе́ние (укр. Терпіння) — грузовая и пассажирская станция Приднепровской железной дороги, расположенная в 4 км от села Фёдоровка и в 8 км от села Терпенье Мелитопольского района.

## История
- Строительство железной дороги на участке Александровск — Мелитополь началось в 1872 году, а 28 июня 1874 года этот участок вступил в эксплуатацию[2].

- Станция была открыта в 1895 году.

- Во время Великой Отечественной войны станция была освобождена советскими войсками 26 октября 1943 года.[3]

## Деятельность
На станции осуществляются:
- продажа пассажирских билетов
- приём и выдача багажа

## Интересные факты
Терпение является ближайшей железнодорожной станцией к селу Фёдоровка (расстояние 4 км), в то время как станция, носящая название Фёдоровка, находится в 10 км от села, в Новобогдановке.